# Zhuang

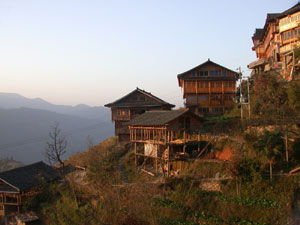
Poble zhuang zu

Els zhuang són un poble del sud d'Àsia i constitueixen una de les 56 minories ètniques oficialment reconegudes pel govern xinès. El grup està format per uns 17,3 milions d'individus, segons el cens del 2000, que viuen principalment a la Regió Autònoma del Guangxi Zhuang, a la Xina. Els zhuangzu (en xinès tradicional: 壯族; en xinès simplificat: 壮族; en pinyin: Zhuàngzú) constitueixen la minoria més populosa, després de l'ètnia Han. També hi ha grups de zhuang a les províncies de Yunnan, Guangdong, Guizhou i Hunan.

## Personalitats
- Vachelli Sra (1498-1557), antic heroi.
- Wei Baqun (1894-1932), heroi revolucionari.
- Huang Xianfan (1899-1982), mestre de l'acadèmia moderna.